# گیفناک
گیفناک (به انگلیسی: Giffnock) یک شهرک در اسکاتلند است که در رنفروشر شرقی واقع شده‌است. گیفناک ۱۶٬۱۷۸ نفر جمعیت دارد.